# 唐文拾遺
《唐文拾遺》，共72卷，清朝古文獻學家陸心源於同治年間编集成，光緒年間刊印，收錄文章約2500餘篇，唐朝作者約310人。又有《唐文續拾》16卷。
俞樾作《序》云“有唐一代文苑之美，毕萃于兹，读唐文者叹观止矣”。

## 外部連結
- 唐文拾遺·中國哲學書電子化計劃 （页面存档备份，存于）
- 《唐文拾遺》影印古籍資料（页面存档备份，存于）
- 唐文續拾·中國哲學書電子化計劃 （页面存档备份，存于）
- 《唐文續拾》影印古籍資料（页面存档备份，存于）